# NGC 7819
NGC 7819 é uma galáxia espiral barrada (SBb) localizada na direcção da constelação de Pegasus. Possui uma declinação de +31° 28' 21" e uma ascensão recta de 0 horas, 04 minutos e 24,5 segundos.
A galáxia NGC 7819 foi descoberta em 26 de Outubro de 1872 por Ralph Copeland.